# Maltese Premier League
Die Maltese Premier League (aus Sponsorengründen auch 360Sport Malta Premier League), umgangssprachlich als Il-Kampjonat, Il-Lig oder Il-Premjer bezeichnet, ist die höchste Spielklasse im maltesischen Fußball. Aktuell besteht sie aus 12 Mannschaften. Vor 1980 trug die erste Liga den Namen First Division, bis 2020 die Bezeichnung der zweithöchsten Spielklasse.

## Modus
Am 13. April 2023 entschied der maltesische Fußballverband die Liga für diese Saison auf zwölf Mannschaften zu reduzieren. Aus diesem Grund waren in der vergangenen Spielzeit vier Mannschaften abgestiegen.
Die Saison wird in einer zweistufigen Phase durchgeführt. In der Eröffnungsrunde spielen die Mannschaften jeweils einmal gegeneinander. Danach spielen die sechs besten Teams fünf weitere Spiele in der Meistergruppe und die anderen sechs ebenfalls fünf weitere Spiele in der Abstiegsrunde. In der Schlussrunde geschieht das gleiche wie in der Eröffnungsrunde, sodass jede Mannschaft 32 Spiele absolviert.
Meister und Teilnehmer an der Champions League 2025/26 wird, wer entweder beide Phasen gewinnt oder das Entscheidungsspiel gewinnt. An der 1. Qualifikation zur Conference League 2025/26 nehmen neben dem Pokalsieger entweder der Verlierer des Meisterfinals und ein weiterer Zweitplatzierter teil oder die beiden Zweitplatzierten. Sollten zwei Teams den ersten und zweiten Platz in der Eröffnungsrunde und ein oder zwei andere Teams den ersten und zweiten Platz in der Schlussrunde belegen, wird ein Miniturnier „Final Four“ ausgetragen.
Wenn dieselben beiden Teams in der Eröffnungs- und in der Schlussrunde den 11. und 12. Platz belegen, steigen die beiden Teams automatisch ab. Wenn eine Mannschaft in beiden Runden den 11. oder 12. Platz belegt, steigt diese Mannschaft automatisch in die Maltese First Division ab. Andererseits wird es zwischen den beiden anderen Mannschaften, die in den jeweiligen Runden einen der letzten beiden Plätze belegen, ein Entscheidungsspiel geben.

## Teilnehmer 2024/25
| Mannschaft            | Stadt      | Stadion                        | Kapazität |
| --------------------- | ---------- | ------------------------------ | --------- |
| FC Balzan             | Balzan     | Victor-Tedesco-Stadion         | 6.000     |
| FC Birkirkara         | Birkirkara | Infetti Ground                 | 2.500     |
| FC Floriana           | Floriana   | Independence Arena             | 3.000     |
| Gżira United          | Gżira      | MFA Centenary Stadium          | 2.000     |
| Ħamrun Spartans       | Ħamrun     | Victor-Tedesco-Stadion         | 6.000     |
| Hibernians Paola      | Paola      | Hibernians Football Ground     | 8.000     |
| FC Marsaxlokk         | Marsaxlokk | Marsaxlokk Ground              | 1.000     |
| FC Melita             | San Ġiljan | Gianni Bencini Ground          | 0250      |
| FC Mosta              | Mosta      | Charles Abela Memorial Stadium | 0600      |
| Naxxar Lions          | Naxxar     | Ta’ Qali-Stadion               | 17.7970   |
| Sliema Wanderers      | Sliema     | Ta’ Qali-Stadion               | 17.7970   |
| FC Żabbar St. Patrick | Żabbar     | St. Patrick’ Stadium           | 0100      |

## Bisherige maltesische Meister
Diese Übersicht zeigt alle maltesischen Fußballmeister seit 1909.
| - 1909/10 FC Floriana - 1910/11 keine Meisterschaft - 1911/12 FC Floriana - 1912/13 FC Floriana - 1913/14 Ħamrun Spartans - 1914/15 Valletta United - 1915/16 keine Meisterschaft - 1916/17 FC St. George’s - 1917/18 Ħamrun Spartans - 1918/19 King’s Own Malta Regiment 1 - 1919/20 Sliema Wanderers - 1920/21 FC Floriana - 1921/22 FC Floriana - 1922/23 Sliema Wanderers - 1923/24 Sliema Wanderers - 1924/25 FC Floriana - 1925/26 Sliema Wanderers - 1926/27 FC Floriana - 1927/28 FC Floriana - 1928/29 FC Floriana - 1929/30 Sliema Wanderers - 1930/31 FC Floriana - 1931/32 Valletta United - 1932/33 Sliema Wanderers - 1933/34 Sliema Wanderers - 1934/35 FC Floriana - 1935/36 Sliema Wanderers - 1936/37 FC Floriana - 1937/38 Sliema Wanderers - 1938/39 Sliema Wanderers - 1939/40 Sliema Wanderers - 1940–1944 keine Meisterschaft - 1944/45 FC Valletta - 1945/46 FC Valletta - 1946/47 Ħamrun Spartans - 1947/48 FC Valletta - 1948/49 Sliema Wanderers - 1949/50 FC Floriana | - 1950/51 FC Floriana - 1951/52 FC Floriana - 1952/53 FC Floriana - 1953/54 Sliema Wanderers - 1954/55 FC Floriana - 1955/56 Sliema Wanderers - 1956/57 Sliema Wanderers - 1957/58 FC Floriana - 1958/59 FC Valletta - 1959/60 FC Valletta - 1960/61 Hibernians Paola - 1961/62 FC Floriana - 1962/63 FC Valletta - 1963/64 Sliema Wanderers - 1964/65 Sliema Wanderers - 1965/66 Sliema Wanderers - 1966/67 Hibernians Paola - 1967/68 FC Floriana - 1968/69 Hibernians Paola - 1969/70 FC Floriana - 1970/71 Sliema Wanderers - 1971/72 Sliema Wanderers - 1972/73 FC Floriana - 1973/74 FC Valletta - 1974/75 FC Floriana - 1975/76 Sliema Wanderers - 1976/77 FC Floriana - 1977/78 FC Valletta - 1978/79 Hibernians Paola - 1979/80 FC Valletta - 1980/81 Hibernians Paola - 1981/82 Hibernians Paola - 1982/83 Ħamrun Spartans - 1983/84 FC Valletta - 1984/85 Rabat Ajax - 1985/86 Rabat Ajax - 1986/87 Ħamrun Spartans - 1987/88 Ħamrun Spartans | - 1988/89 Sliema Wanderers - 1989/90 FC Valletta - 1990/91 Ħamrun Spartans - 1991/92 FC Valletta - 1992/93 FC Floriana - 1993/94 Hibernians Paola - 1994/95 Hibernians Paola - 1995/96 Sliema Wanderers - 1996/97 FC Valletta - 1997/98 FC Valletta - 1998/99 FC Valletta - 1999/2000 FC Birkirkara - 2000/01 FC Valletta - 2001/02 Hibernians Paola - 2002/03 Sliema Wanderers - 2003/04 Sliema Wanderers - 2004/05 Sliema Wanderers - 2005/06 FC Birkirkara - 2006/07 FC Marsaxlokk - 2007/08 FC Valletta - 2008/09 Hibernians Paola - 2009/10 FC Birkirkara - 2010/11 FC Valletta - 2011/12 FC Valletta - 2012/13 FC Birkirkara - 2013/14 FC Valletta - 2014/15 Hibernians Paola - 2015/16 FC Valletta - 2016/17 Hibernians Paola - 2017/18 FC Valletta - 2018/19 FC Valletta - 2019/20 FC Floriana 2 - 2020/21 Ħamrun Spartans - 2021/22 Hibernians Paola - 2022/23 Ħamrun Spartans - 2023/24 Ħamrun Spartans - 2024/25 Ħamrun Spartans |

## Anzahl der Meisterschaften
| Rang | Verein                    | Titel | Zuletzt |
| ---- | ------------------------- | ----- | ------- |
| 1.   | FC Floriana               | 26    | 2020    |
| 1.   | Sliema Wanderers          | 26    | 2005    |
| 2.   | FC Valletta               | 25    | 2019    |
| 4.   | Hibernians Paola          | 13    | 2022    |
| 5.   | Ħamrun Spartans           | 11    | 2025    |
| 6.   | FC Birkirkara             | 4     | 2013    |
| 7.   | Rabat Ajax                | 2     | 1986    |
| 8.   | FC St. George’s           | 1     | 1917    |
| 8.   | King’s Own Malta Regiment | 1     | 1919    |
| 8.   | FC Marsaxlokk             | 1     | 2007    |

## UEFA-Fünfjahreswertung
Platzierung in der UEFA-Fünfjahreswertung:
(in Klammern die Vorjahresplatzierung). Die Kürzel CL, EL und CO hinter den Länderkoeffizienten geben die Anzahl der Vertreter in der Saison 2025/26 der Champions League, der Europa League sowie der Conference League an.
- 43.  (42)  Luxemburg (Liga, Pokal) – Koeffizient: 9.000 – CL: 1, EL: 0, CO: 3
- 44.  (38)  Litauen (Liga, Pokal) – Koeffizient: 8.500 – CL: 1, EL: 0, CO: 3
- 45.  (45)  Malta (Liga, Pokal) – Koeffizient: 8.250 – CL: 1, EL: 0, CO: 3
- 46.  (46)  Georgien (Liga, Pokal) – Koeffizient: 7.625 – CL: 1, EL: 0, CO: 3
- 47.  (49)  Albanien (Liga, Pokal) – Koeffizient: 7.375 – CL: 1, EL: 0, CO: 3

Stand: Ende der Europapokalsaison 2023/24